# Порандайкіно
Поранда́йкіно (рос. Порандайкино, марій. Порандай) — присілок у складі Гірськомарійського району Марій Ел, Росія. Входить до складу Пайгусовського сільського поселення.

## Населення
Населення — 44 особи (2010; 75 у 2002).
Національний склад (станом на 2002 рік):
- гірські марійці — 100 %